# علی کرد
علی کرد (زادهٔ ۱۳۴۵) نمایندهٔ دورهٔ دهم و دوازدهم از حوزه انتخابیهٔ خاش و نصرت آباد و میرجاوه و کورین در استان سیستان و بلوچستان است. وی با کسب ۶۰٬۳۵۳ رای از مجموع ۱۰۵٬۴۶۹ رای معادل ۵۷٫۲۲٪ درصد آرا در دوره دهم به مجلس راه پیدا کرد. او کاندیدای رسمی مستقلین ولایی در این منطقه از کشور بود.

## مجلس شورای اسلامی
دوره دهم مجلس شورای اسلامی
علی کرد در دهمین دوره انتخابات مجلس شورای اسلامی با کسب ۶۰٬۳۵۳ رای از مجموع ۱۰۵٬۴۶۹ رای معادل ۵۷٫۲۲٪ درصد آرا به مجلس راه پیدا کرد.
دوره یازدهم مجلس شورای اسلامی
علی کرد به‌عنوان کاندیدای یازدهمین دوره انتخابات مجلس شورای اسلامی با کسب ۳۶ هزار و ۴۳۶ رای از مجموع ۸۶ هزار و ۱۸۵ رای از راه‌یابی به مجلس شورای اسلامی بازماند. [۳]
دوره دوازدهم مجلس شورای اسلامی
علی کرد به‌عنوان کاندیدای دوازدهمین دوره انتخابات مجلس شورای اسلامی با کسب ۳۰ هزار و ۴۵۸ رای از مجموع ۷۱ هزار و ۸۳۰ رای توانست بار دیگر برای یک دوره چهار ساله راهی مجلس شورای اسلامی شود. [۴]
در این دوره مشتاق احمد ریگی رقیب جدی وی در انتخابات بود که با کسب ۲۰ هزار و ۲۲۱ رای از راهیابی به مجلس بازماند.
دوازدهمین دوره انتخابات مجلس شورای اسلامی در ۱۱ اسفند سال ۱۴۰۲ برگزار شد.